# Nhà thờ Zion, Batticaloa
Nhà thờ Zion là một nhà thờ Tin Lành nằm ở Batticaloa. Nhà thờ tọa lạc tại 34A, Đường Trung tâm, Tỉnh Miền Đông, Batticaloa.
Nhà thờ Zion được thành lập bởi Mục sư Inpam Moses vào năm 1974. Đây là một chi nhánh của Nhà thờ Ngọn hải đăng ở Kandy. Mục sư cao cấp là Mục sư Roshan Mahesan.

## Vụ đánh bom chủ nhật Phục Sinh 2019
Nhà thờ là một trong những địa điểm bị ảnh hưởng trong các cuộc tấn công khủng bố xảy ra vào Chủ nhật Phục sinh vào ngày 21 tháng 4 năm 2019.  Vụ nổ diễn ra tại nhà thờ trong khoảng thời gian từ 8h45 đến 9h30 sáng tại địa phương trong sự kiện lớn. Khoảng 25 thương vong đã được báo cáo trong các vụ đánh bom nhà thờ và một số thương vong cũng được báo cáo gần vị trí của nhà thờ. Mục sư của nhà thờ, Rev Roshan Mahesan, không ở Batticaloa vào thời điểm vụ đánh bom khi ông đến thăm Nhà thờ Faith Tamil Baptist ở Thung lũng Grorud của Oslo ở Na Uy.